# Fuck the Facts
I Fuck the Facts sono un gruppo grindcore canadese attivo dal 1998 e originario di Ottawa.

## Formazione
Attuale
- Topon Das – chitarra (1998–)
- Melanie Mongeon – voce (2002–)
- Mathieu "Vil" Vilandré – batteria (2005–)
- Marc "Chops" Bourgon – basso (2009–)
- Johnny "Beige" Ibay – chitarra (2010–)

Ex membri
- Matt Connell – batteria (2001–2004)
- Tim Audette – chitarra (2001–2003)
- Brent Christoff – voce (2001–2002)
- Shomir Das – basso (2001)
- Dave Menard – chitarra (2003–2005)
- Tim Olsen – batteria (2004–2006)
- Marc-Andre Mongeon – basso (2004–2005)
- Steve Chartier – basso (2005–2007)

## Discografia
Album studio
- 1999 - Fuck the Facts
- 2000 - Vagina Dancer
- 2001 - Discoing the Dead
- 2001 - Mullet Fever
- 2002 - Escunta
- 2003 - Backstabber Etiquette
- 2006 - Stigmata High-Five
- 2008 - Disgorge Mexico
- 2011 - Die Miserable
- 2015 - Desire Will Rot

EP e altre pubblicazioni
- 2001 - Four0ninE
- 2005 - Legacy of Hopelessness
- 2006 - Collection of Splits 2002–2004
- 2008 - The Wreaking
- 2010 - Unnamed EP
- 2010 - Disgorge Mexico: The DVD
- 2011 - Misery
- 2013 - Amer
- 2014 - Abandoned